# Fodiator
Fodiator is een geslacht van straalvinnige vissen uit de familie van vliegende vissen (Exocoetidae).

## Soorten
- Fodiator acutus (Valenciennes, 1847)
- Fodiator rostratus (Günther, 1866)